# Concrete Mathematics
Concrete Mathematics: A Foundation for Computer Science är en lärobok i matematik, skriven av Ronald Graham, Donald Knuth och Oren Patashnik. Boken är avsedd att ge en grund för arbete inom datavetenskap, framförallt algoritmanalys. Mycket av bokens innehåll överlappar med diskret matematik, men innehåller även andra element och matematisk analys används ofta. Bokens titel avser att bokens innehåll är en blandning av "CONtinous" (kontinuerlig) och "disCRETE" (diskret) matematik, samt en motsats till abstrakt matematik.
Boken är baserad på en kurs som Donald Knuth undervisade i första gången 1970 vid Stanford University, och utvecklar innehållet i avsnittet "Mathematical Preliminaries" i Knuths bokserie The Art of Computer Programming.
Concrete Mathematics har en ganska informell stil jämfört med andra matematikböcker, den är lite humoristisk och har "mathematical graffiti" i marginalen, vilket är kommentarer skrivna av Knuths och Patashniks första studenter vid Stanford.

## Kapitel
1. Recurrent Problems
2. Summation
3. Integer Functions
4. Number Theory
5. Binomial Coefficients
6. Special Numbers
7. Generating Functions
8. Discrete Probability
9. Asymptotics

## Utgåvor
- 1988 (första utgåva): Graham, Knuth, Patashnik (1988). Concrete mathematics: a foundation for computer science. Reading, Mass.: Addison-Wesley. Libris 4702809. ISBN 0-201-14236-8
- 1994 (andra utgåva): Graham, Knuth, Patashnik (1994). Concrete mathematics: a foundation for computer science (2. ed.). Reading, Mass.: Addison-Wesley. Libris 4705069. ISBN 0-201-55802-5